# A bárka
A bárka (El barco) egy spanyol televíziós sorozat, amit a Globomedia spanyol produkciós cég készített az Antena 3 spanyol tévétársaság számára. A sorozat 2011. január 17-én kezdődött és az első rész majdnem 5 millió nézőt érdekelt hazájában. A sorozat a kaland, a dráma és a misztikum elegyeit vegyíti, mivel ezzel a formátummal már 2007 és 2010 között is nagy sikereket ért el az Internátus (El internado) című korábbi sorozatával. A remek fogadtatásnak köszönhetően az Antena 3 megújította a szériát a második évadra. 2012 januárjában már a harmadik évad forgatása is megkezdődött a második évad sikerének köszönhetően. A sorozat 2013 februárjában fejeződött be a harmadik évad utolsó részével.

## Alapkoncepció
A sorozat központi helyszíne a Sarkcsillag iskolahajó, ahova a tanulók és a legénység egy két hónapos utazást felvállalva szálltak fel. Ugyanazon az estén, amikor a hajó tengere szállt, egy világméretű katasztrófa következett be a Genfben (Svájc) lévő részecskegyorsítóban történt baleset miatt. A baleset következtében a kontinensek eltűntek, így a Sarkcsillag legénységének tagjai az egyedüli túlélők a világon, akik megkezdik útjukat, hogy megtaláljak az 1%-nyi szárazföldet, ami a Földön maradt.

### Az első évad eseményei
Minden egy utazással kezdődik a Sarkcsillag iskolahajó fedélzetén. A legénység 42 tagjának 2 hónapja van, hogy megismerjék egymást, megszeressék egymást és olyan dolgokat csináljanak, amit eddigi életük során még soha. Azonban minden megváltozik, amikor vissza akarnak térni a szárazföldre. A világ eltűnt. Valami történt az éjszaka alatt lévő hatalmas vihar alatt. Nem tudnak kikötni. Minden navigációs rendszer elromlott és minden kommunikáció megszakadt a világgal, senki se hallja őket. Így a legénység tagjai rájönnek, hogy a hajón lévő emberek az egyetlen családjuk, ami maradt. A 75 méteres hajó az egyetlen otthonuk. Az utazás ami előttük áll életük legnagyobb kalandja lesz. Ennek a "fantasztikus" utazásnak az oka a Genfben lévő részecskegyorsítóban bekövetkezett baleset, ami egy kis fekete lyukat létrehozva elnyelte a világot.

### A második évad eseményei
Az első évad fináléját követően a túlélők rájönnek, hogy nincsenek egyedül a világon, amikor egy telefonhívást kapnak a Nemzetközi űrállomás legénységétől. A hívás örökre megváltoztatja az események további lefolyását. A Sarkcsillag legénységének tagjai még az első évad történéseinél is extrémebb szituációkba keverednek: magára hagyják az űrállomás legénységét, vagy szembenézzenek egy közelgő hatalmas vihar megjósolhatatlan következményeivel, történelem előtti szörnyetegek, halálos szúnyogok, egy vízesés a tenger közepén, elektronikus viharok, lázadások a fedélzeten... mindezen felül a legénységhez csatlakozik 4 hajótörött, akik szándéka megkérdőjelezhető.

### A harmadik évad eseményei
A harmadik évad előkészítési stádiumban van. Vélhetően egy szigeten fog játszódni.
A spanyolországi premier időpontja: október 15.
A cselekményábrázolás most következik, nem a történések sorrendjében!
Az évad forgatása a végéhez közeledik, de lesz 4. évad is, mely valószínűleg a 3. évad folytatása lesz.
Palomares, a volt pap az évadban felderítő és információjelentő minősítésben tevékenykedik, akár a hajóárbócvitorlán állva is.
A szigetet megtalálták, azonban csak a hajó legénységének az első fele hagyta el a vízi járművet mentőcsónakok segítségével, a többiek a fedélzeten maradtak, többek között a kapitány (Juanjo Artero), Gamboa (Juan Pablo Shuk), Buborék és a kapitány kisebb lánya is, aki összebarátkozott egy vele hasonló korú fiúval (egy idős úr unokájával), akivel sok közös programjuk van.
Ebben az évadban kötnek házasságot a kapitány és a doktornő (Julia, Iréne Montalá), melyen a fedélzet valamennyi utasa részt vesz. A kapitány másik lánya (Ainhoa) és Max (Jan Cornet), – aki szintén az Alexandria-projekt egyik tagja, aki még Gamboánál is nagyobb hatalommal bír – között szerelmi viszony bontakozik ki, melyet de la Cuadra kezdetben gátol, de később zöld utat biztosít nekik. (A fia, Ulisses Garmendia miatt, akibe a lány korábban volt szerelmes, csak egy fotónak köszönhetően, melyet Max rakott az ágyra, szakítottak. Érdekes, hogy nem egyezik meg a családnevük.) A helyzetet bonyolítja, hogy időközben, míg Max a szigeten eltűnik egy szörny megkeresése céljából (később kiderül, hogy ez egy szarvasmarha volt), ami a szigetlakókat fenyegeti egy zivataros éjszakán, Pití (aki korábban Vilma barátja volt, azonban egy kínai sráccal megkedveltette a lányt, idővel ők egyre közelebb kerültek egymáshoz, emiatt Vilma őt elhagyta.) rányomult Ainhoára, ennek legfőbb megnyilvánulása annak a háznak a fürdőkádjában történik, melynek a fapadlózata alatt fegyver található, töltényekkel. Ezalatt a bárkán utazók egy jégheggyel találkoznak, melynek egy keresztmetszetén – rejtélyes módon – egy repedés fut végig, ezen keresztül képesek voltak eljutni kör alakú öbölbe, körbezárva a jéghegy által. Maga a jéghegy előtt egy, az aszteroidamezőhöz hasonló jégmezőhöz érkeznek, amelyet egy elképesztő manőver révén (melyet a kapitány hajt végre) sikerül kikerülniük. Az évad során történik néhány retrospekció (emiatt hasonlít az Internátushoz), mely során a múlt korábbi eseményei is napvilágra kerülnek. Ekkor tudjuk meg azt is, hogy lett Ricardo Montero kapitány, melynek előzménye az volt, hogy az exkapitány ruházta át a hatalmat Juán De la Cuadra-ra, akivel viszont a többiek (a matrózok) nem jöttek ki elég jól.
Gamboáról kiderül az is, hogy csak azért van a hajón, mert a lányát a projekt egyik felelős vezetője (aki Estela, a hajón lévő egyik kamaszlány édesapja), csak ezzel a feltétellel hajlandó meggyógyítani.
A Sol nevű lányról kiderül /átmenetileg csapja a szelet Pitínek/, hogy az ikertestvére helyett van a hajón (egy ösztöndíj keretében), ezt Gamboa felfedezi a kötélcsomó-készítés tanóra alatt (mivel a lány kontaktlencsét viselt, melyet a személyi adatlapja nem tartalmazott.) Ennek végleges eldöntésére egy kémia-tesztet hozott létre, melynek megírását a lány megtagadta, ennek hatására vívópárbaj alakult ki kettőjük között, melynek célja a Gamboa által elrejtett kulcs volt, mivel bezárta az ajtót. A lány elszedte a tárgyat, ám mikor próbálta volna az ajtó kinyitását, a férfi megölte, a holttestét pedig a vízbe dobta. A test keresését nagy erőfeszítések igénybevételével végezték, azonban sikertelenül.
Az idős úr (akinek fia Valeria játszótársa lett), talált egy dobozt, melyben az Alexandria-projekt néhány fontosabb dokumentuma volt elhelyezve, ezeket továbbította a kapitány felé.
Az évad 12. részében egy mappában szereplő dokumentumcsomag, mely papírokból állt, egy iratmegsemmisítőgép áldozata lett, ennek összerakása (a cetlik szisztematikus, egymás mellé pakolásával) volt Gamboa és Roberto (Buborék) közös feladata, melyet ragyogó együtt- és közreműködésük eredményeképpen sikerült megvalósítani, köszönhetően a meglepően gyors kivitelezésnek.
A rendezés alapját egy mátrixnak a sajátértékeinek való meghatározása szolgáltatta, mely, mint kiderült közvetett módon a pi (mint irracionális szám, tagjait jelentik). Az évadban sajnos egy farkaskutya is megjelenik, aki követi de la Cuadrat, bármerre is megy.
Visszatérve az erdei faházra, mely rendesen bútorozott, ámde dohos légkörrel rendelkezett, egy éjszaka Ainhoa és Max együtt alszanak, mivel a lány álmából riadva ébredett fel, mivel egy kígyó mászott az ágyán, és ennek hatására átköltözött. Pití nem volt ott, mivel a szigetlakókat egy korábbi, csak a levegőből látható üzenet miatt (You'll die) megtámadtak idegenek, fegyverrel és Gamboát keresik, és Pití magát Gamboának nevezve átáll az ő oldalukra, eközben, míg támadók alszanak egy sátorban (mely a szigetlakók lakhelyét jelenti), folyamatosan, rádiótelefonon keresztül informálja az igazi Gamboát a támadásról és, az ezzel kapcsolatos fejleményekről. Ez a 14. részben történt.
Ha jól értesültünk, akkor a szezon 16 részből tevődik össze. További részletek később!

## Szereplők
| Szereplő                             | Színész           | Magyar hang       | Leírás |
| ------------------------------------ | ----------------- | ----------------- | --- |
| Ricardo Montero                      | Juanjo Artero     | Végh Péter        | A Sarkcsillag iskolahajó kapitánya és hosszú évek óta barátja Juliánnak és Salomé-nak, valamint Ainhoa és Valeria apja. A felesége halála utána két lányát magával viszi az utolsó hajóútjára. Nem tudja, hogy hogyan oktassa a kicsit, a nagyobbik lányát azonban irányítani szeretné. A kapitány egyfelől szeretné irányítani, hogy ki közeledhessen a lányához, másrészről ő is jól tudja, hogy lánya viszonyairól és a legénység férfi tagjaival való koedukált zuhanyozásokról híres. A tekintélye nem a karizmájából ered, hanem a rangjából. A folyamatos veszekedései és kiabálásai gyakran összetűzésekhez vezetnek a legénység egyes tagjaival. |
| Ulises Garmendia                     | Mario Casas       | Molnár Levente    | A Sarkcsillagra az apja, Julián de la Cuadra után kutatva száll fel, aki elhagyta őt és az anyját hosszú évekkel ezelőtt. Amikor találkoznak, odaadja apjának az anyja hamvait tartalmazó urnát. Ulises hamar elnyeri a kapitány bizalmát és a hajó "vezetői" közé kerül. A kapitány lányához vonzódik, de a hajó doktornőjével, Juliával kerül közelebbi kapcsolatba. |
| Ainhoa Montero                       | Blanca Suárez     | Vadász Bea        | A kapitány lánya és Valeria nővére. Az édesanyja halála után neki kellett vigyáznia a kishúgára és segíteni édesapjának a családfői lét nehéz feladatában. Gamboával jár, de Ulises iránt táplál gyengéd érzelmeket, amit magának se akar bevallani. |
| Julia Wilson                         | Irene Montalà     | Nemes Takách Kata | Tudós és biológus aki, mint tanárnő szállt fel a Sarkcsillagra, pedig igazából a részecskegyorsító program résztvevője. A kísérlet bukása esetén a hajó irányításának átvétele a feladata. Juliának el kell vezetnie a hajót egy biztonságos koordinátára és ha bekövetkezik a legrosszabb, a károk felmérése a feladata. |
| Julián de la Cuadra                  | Luis Callejo      | Háda János        | A hajó elsőtisztje. Nehéz személyiségű, de néha nagyon nyájas. Ricardo kapitány nagy barátja, akivel néha teljes egyetértésben vannak, de néha teljesen különböző állásponton. A hajó szakácsnője Salomé is a barátja, akivel se veled-se nélküled kapcsolatot folytatnak. Elhagyta a feleségét és a gyerekét, Ulisest hosszú évekkel ezelőtt. Egész életében Salomé-be volt szerelmes. |
| Ernesto Gamboa                       | Juan Pablo Shuk   |                   | Egy gyilkos, akinek a sorozat kezdetekor egy holttest volt az autója csomagtartójában. Rejtélyes és titokzatos. A hajóra, mint testnevelés és túlélés oktató szállt fel, azonban konkrét szándékai vannak, mégpedig Ainhoa Montero, a kapitány lánya. A felszállás előtt megfigyelte a lányt és jegyzeteket, képeket őriz róla. Kemény személyiség, aki egyből összetűzésbe kerül a kapitánnyal. |
| Salomé Palacios                      | Neus Sanz         | Sági Tímea        | A Sarkcsillag szakácsnője és hosszú évek óta a kapitány és az elsőtiszt barátja. Erőssége a főztjén kívül a jótanácsai és a barátai. |
| Roberto "Buborék" Cardeñosa/Palacios | Ivan Massagué     |                   | Tengerész, aki értelmi fogyatékos, mivel elmerült a vízben és négy percig volt oxigén nélkül, így egy buborék keletkezett az agyában. Mindazonáltal hatalmas rejtett képességei vannak. Ő a hajó "csodagyereke", akinek elragadó személyisége van. Megbízható és mindenki szereti. |
| Vilma Llorente                       | Marina Salas      | Mezei Kitty       | Tanuló, aki terhesen szállt fel a Sarkcsillagra. Annak ellenére, hogy a terhessége kockázatos és pihennie kéne, ő mindig azt teszi, amit éppen a helyzet megkíván. Nagyon makacs és önfejű. |
| Andrés Palomares                     | Bernabé Fernández |                   | Tanuló, aki pap is egyben. A Sarkcsillagon Piti néha őt is bajba keveri. Hű az elveihez és hatalmas szíve van. |
| Pedro "Piti" Gironés                 | Javier Hernández  |                   | Tanuló, aki azzal a céllal szállt fel a Sarkcsillagra, hogy flörtöljön és hogy minél több lányt tudjon meghódítani az út során. A tenger, a tanulás és a többi nem nagyon érdekli. Már az út elején összetűzésbe került a hajó legénységének pár tagjával, Juliánnal és Gamboával. |
| Valeria Montero                      | Patricia Arbués   |                   | A kapitány kisebbik lánya. Az édesanyja meghalt, így az apjára van utalva, ezért szálltak fel testvérével együtt a Sarkcsillagra. Ő az utolsó gyerek a világon. Legjobb barátja Buborék. |
| Ramiro Medina                        | David Seijo       |                   | Elbocsátották a viselkedése miatt és két év vizsgálat elteltével megkapta az ösztöndíjat a Sarkcsillagra, annak ellenére, hogy sánta. Ez nagyon fontos neki, így hátrahagyja barátnőjét, akit nagyon szeret. Az indulás után egy nappal egy csónakban kihajózik a tengerre, hogy térerőt keressen, felhívja a barátnőjét és megmondja neki, hogy szereti. Ramiro nem ért egyet a kapitány döntéseivel és sokszor társait is lázadásra sarkallja. Ez a tulajdonsága szimpatikus Gamboának, aki szövetséget ajánl neki. |
| Estela Montes                        | Giselle Calderón  | Farkasházi Réka   | Tanuló, aki a hajó legromantikusabb személye. Szimpatikus és megvan benne a versenyszellem. Ő is kihajózik az nyílt óceánra Ramiróval térerőt keresni a mobiltelefonhoz. A hajó több tagja felé is gyengéd érzelmeket táplál. Először Ramiróhoz, majd Pitihez és magához a kapitányhoz is. |

## Epizódok
| Évad  | Évad  | Epizódok | Kezdet              | Vég               |
| ----- | ----- | -------- | ------------------- | ----------------- |
|       | 1     | 13       | 2011. január 17.    | 2011. április 25. |
|       | 2     | 14       | 2011. szeptember 8. | 2012. január 5.   |
|       | 3     | 16       | 2012. április 19.   | 2013. február 21. |
| Total | Total | 43       | 2011–2012           |                   |

### Harmadik évad: 2011
| Epizód | Eredeti cím            | Magyar cím        |
| ------ | ---------------------- | ----------------- |
| 1      | Un millón de millas    | Egymillió mérföld |
| 2      | Echando la caña        | Egy kis pecázás   |
| 3      | El fantasma pirata     | A kalóz szelleme  |
| 4      | Un mundo bajo el mar   | A titokzatos láda |
| 5      | El graznido            | Víjjogás          |
| 6      | Elecciones             | Választások       |
| 7      | Perdidos               | A gyilkosság      |
| 8      | Pesca mayor            | Az óriáshal       |
| 9      | Un punto en el radar   | Pont a radaron    |
| 10     | Niebla                 | A köd             |
| 11     | La ley del mar         | A tenger törvénye |
| 12     | El hombre de Liverpool | A liverpooli      |
| 13     | Esperando un milagro   | Csodára várva     |